# Dibamus bogadeki
Dibamus bogadeki là một loài thằn lằn trong họ Dibamidae. Loài này được Darevsky miêu tả khoa học đầu tiên năm 1992.